# Voogdij Murten
De voogdij Murten was een bezit van de kanton Bern en Fribourg binnen het Oude Eedgenootschap.

## Geschiedenis

### Voorgeschiedenis rond de stad Murten
In 1127 hadden de hertogen uit het Huis Zähringen het gebied verkregen dat voorheen onderdeel van het Koninkrijk Bourgondië was. Onder Berchtold IV. van Zähringen kreeg de stad Murten zijn typisch zähringische rechthoekige vorm. De stad werd in de periode 1157-1177 na de oorlog opnieuw opgebouwd. De stad verkreeg al snel weer een economisch belangrijke positie in de regio en werd in 1218 werd de stad rijksvrij waardoor het gebied autonoom van de hertogen van ähringen werd. Het voortbestaan van het gebied was onzeker omdat het in het grensgebied tussen gebieden van het Huis Savoye en het Huis Habsburg lag. In 1238 was de stadsmuur compleet waardoor haar positie ten opzichte van het omliggende land verbeterde.
Naar de troebelen en stormen van de dertiende eeuw wist Murten een goed en stevig bondgenootschap te ontwikkelen met het huis van Savoye te stuiten. De bestuurders van het gebied knoopten relaties aan met leden van het huis Habsburg. De eerste verbintenis die de stad  Murten met een bevriende stad aanging, was op 24 juni 1245 met de stad Freiburg in Uechtland. In de tekst van de verbintenis stond letterlijk dat de burgers van Freiburg en Murten elkaar te hulp zouden schieten als ze in nood zouden komen. Het verbond tussen de twee steden zorgde ervoor dat de omstandigheden voor vrede in de regio en een vreedzame relatie met het Oude Eedgenootschap tot stand kon komen.

De letterlijke tekst van het verdrag luidde: 
Damit aber nicht Jemandem im Verlaufe der Zeit Zweifel darüber entstehe, haben wir gegenwärtiges Privilegium unserer gegenseitigen Freundschaft zwischen Freiburg und Murten, im gemeinsamen Bundesbrief mit dem Siegel der Stadt Freiburg versehen.
Murten was vanaf het jaar 1255 onderdeel van het graafschap Savoye omdat Peter II van Savoye de streek rond Murten bij zijn graafschap inlijfde. Hij hield het gebied als bondgenoot van het hertogdom Bourgondië werd.

In 1318 sloot Murten met vijf omliggende steden een gezamenlijk bondgenootschap. Op 25 september 1318 kwamen de vertegenwoordigers van deze vijf steden in de stad Gümmenen waar het verbond gesloten werd. De verkorte naam van de bond was: 
Im Namen Gottes, Amen. Wir die Schultheisse, Räth und Bürger der Städte - Freyburg, Bern, Solothurn, Murten und Biel thun Jedermann jetzt und später kund .......dass wir einen neuen Bund (novam conspirationem) getroffen haben.
 De naam toonde dat deze bond op religieuze basis gegrondvest was en dat de beschermers, raadgevers en burgers van de vijf steden Freiburg, Bern, Solothurn, Murten en Biel elkaar in deze nieuwe bond gevonden hebben.
Bij een grote brand van 1416 werden de voornamelijk in hout gebouwde huizen zwaar beschadigd werd zodat de fortificaties niet gebouwd hoefden te worden. De stad Murten bleef onder de graven van Savoye en de behaalde autonomie positie behouden bleef. Vanaf 1351 ging het bestuur van het gebied over in de nabijgelegen rijksstad Bern Vanaf 1353 werd Murten door zijn verbintenis met Bern als Zugewandter Ort tot het Oude Eedgenootschap toe.
De Bourgondische Oorlogen lijfde de Bourgondische hertog Karel de Stoute het gebied van het Oude Eedgenootschap in. Murten stond op dat moment onder Jacob van Savoye, graaf van Romont en grootmaarschalk van Bourgondië. Bij de start van de oorlog tussen Friburg, Bern en Bourgondië trokken beide steden ook tegen Savoye ten strijde dat met Bourgondië een bondgenootschap gesloten had. Graaf Jacob van Savoye bezocht in 1475 Murten waar hij de muren, torens en de vestingwerken inspecteerde. Hij eisde dat alles versterkt, dan wel door nieuwe werken vervangen diende te worden, waarna er artillerie aangebracht werd. Terwijl het leger van Savoye met het grote beleg van Fribourg, onderdeel van het Eedgenootschap, voorbereide, wilde Johan Murten nog verder verstevigen. Er bleef voor Murten niets anders over dan om de gewilde versterkingen, ondanks de enorme kosten, toch door te voeren. De stad Friborg versterkte, net zoals Murten, haar muren en betaalde hetzelfde bedrag. De hulp van Fribourg zorgde er, ondanks dat het werk eerder dan gepland klaar was, niet voor lagere kosten voor de stad Murten.

Op 14 oktober van datzelfde jaar trok het leger van Fribourg, op aandringen van Bern, samen met het leger van Bern naar Murten. De volgende dag stonden de twee legers voor de poorten van Murten. Het Bernse leger eiste dat Murten zich vrijwillig zo overgeven en onder Berns bestuur kwam te staan. De inwoners van Murten waren van deze eis van hun bondgenoot niet verwacht. Bern zegt u, als u zich vrijwillig overgeft zullen we de stad niet verder beschadigen. Anders moest„sy darumb liden dass inen an Lib und Gut übel keme“ oftewel dat de stad daaronder moest lijden dat lijf en leden zouden kermen. Het verbond De stad Freiburg, waarmee Murten verbonden was, vond dat Murten onafhankelijk moest blijven. Op het moment dat de steden Murten zich aan Bern en Fribourg overgaf en zwoer: 
zu beider Stetten Handen und thet man niemand, weder an Libe noch an Guot nüt.
 Bern en Fribourg kregen toestemming van Murten dat de bezittingen van Friburg onder het commando van Wilhelm Perrotet vielen.  Op de dag van Alleheiligen in 1475 ontving Murten uit beide steden een brief waarin de vrijheid gegarandeerd werd.
Na de naderlaag van Karel de Stoute tijdens de Slag bij Grandson belegerde hij op 9 juni 1476 Murten. De stad werd door Adrian van Bubenberg en Wilhelm d’Affry verdedigd. Op 22 juni  vond de slag bij Murten plaats waarna Murten onder het bestuur van het Oude Eedgenootschap kwam te staan. Karel de Stoute en de troepen die aan hem verbonden waren bij deze stad een nederlaag leden.

### De voogdij Murten
Bij de Vrede van Fribourg in 1476 droeg Savoye onder andere de stad Murten en de heerlijkheid Murten aan het Oude Eedgenootschap waarna het gebied een Gemeine Herrschaft werd waardoor de voogdij Murten ontstond. In 1484 pleitten de leden van het Oude Eedgenootschap tegen een schadevergoeding voor de steden Bern en Freiburg. Ze vroegen om deze gelden als compensatie voor het verlies van hun bestuur in Murten.
De steden Bern en Freiburg waren beurtsgewijs vijf jaar voogd en de residentie van het voogdij was in het slot van Murten. De voogdij Murten omvatte  het naast de stad Murten ook Kerzers en Vully, die tegenwoordig het  noordelijke deel van het kanton Fribourg vormen. De zuidgrens liep van  de dorpen Courgevaux Salvenach naar Ulmiz die, net als de exclave Wallenbuch, ook bij het gebied van de voogdij hoorden.
In 1528 voerde de raad van de stad Bern in al het gehele gebied dat onder haar bestuur stond op een gewelddadige manier de Reformatie door. Dit zorgde tot een einde van het gezamenlijke bestuur met het katholieke Fribourg. Een referendum onder de bevolking van Murten moest de oplossing voor dit probleem bieden en de uitkomst was dat men voor eenheid en tegen afsplitsing van het bestuur van Fribourg was. De politici uit Bern erkenden de uitslag waarna ze hun wens van afsplitsing opgaven waarna het bestuur van murten in handen werd gegeven van de Franse protestant Guillaume Farel. Hij predikte voor de Reformatie en hij moest voor rust in de gemeenschap zorgen. In 1530 volgde toch de afscheiding van Frankfurt nadat een kleine meerderheid in de raad van Murten voor de Reformatie koos waarna die doorgevoerd werd. Uiteindelijk nam Bern de functie van inzake religieuze en intellectuele aangelegenheden over terwijl Fribourg voor militaire aangelegenheden nodig bleef.  De invloed van Bern op het dagelijkse leven  nam in vredestijd toe. 
In de achttiende eeuw kwam er, met steun van Bern, een grote stroom migranten naar de voogdij Murten. De oorzaak dat de bevolking van Murten rond de eeuwwisseling vooral Duits gesproken wird kwam door de immigranten uit Bern. Dit verklaart de negatieve gevoelens tegen de definitieve indeling bij het Franstalige kanton Fribourg. Voor een neutraal gezichtspunt op de geschiedenis van de voogdij Murten is het besluit van Napoleon goed doordacht en historisch correct. Hij plaatste na zijn invasie van Zwitserland Na de Franse Revolutie viel Napoleon in 1798 Zwitserland binnen waardoor de Bernse bevolking de stad voor de binnenmarcherende Franse troepen. De voogdij Murten hield na de opheffing van het Oude Eedgenootschap in 1798 op te bestaan en het gebied werd in de Helvetische Republiek opgedeeld tussen de kantons Bern en Fribourg.Bij de Mediationsakte van 1803 werd het gebied definitief bij het kanton Fribourg ingedeeld.